# Francis Birley
Pour les articles homonymes, voir Birley.
Francis Hornby Birley, né le 14 mars 1850 à Chorlton-on-Medlock, un quartier de Manchester et mort le 1er août 1910 à Dormansland dans le Surrey, est un footballeur anglais évoluant au poste de milieu défensif.
Birley remporte la coupe d'Angleterre de football à trois reprises dans les années 1870 et est sélectionné à deux reprises en équipe d'Angleterre de football en 1874 et 1875.

## Sa carrière en football
Francis Birley nait à Chorlton-on-Medlock, un quartier de Manchester. Il est le fil de Thomas Hornby Birley J.P. (1815–1885) et d’Anne Leatham (1820–1866). Son oncle est Hugh Birley, membre du parti conservateur et député anglais de Manchester de 1868 à 1883.

### Winchester College
Birley intègre à l’âge de 13 ans le Winchester college. Il y reste jusqu’en 1868. Il y est un sportif accompli, brillant dans de nombreux sports. Il joue au cricket devenant même capitaine de l’équipe. Il pratique aussi l’athlétisme et est le champion du college en saut en hauteur et saut à la perche.

### Oxford University
En 1868, Birley intègre l’université d’Oxford où il étudie le droit. Il est d'ailleurs un des premiers étudiants à étudier spécifiquement le droit à Oxford. Jusque-là les études de droit étaient plus ou moins liées à l’histoire contemporaine. Il n’est pas très brillant dans les études, mais achève néanmoins son cursus en 1872. Par contre il est un très bon sportif. Il pratique l’athlétisme et lance le marteau pour Oxford lord d’une compétition contre Cambridge en 1872. Il fait partie de l’équipe de football de l’université. En cricket, même s’il joue la match des débutants à son entrée à l’université, il doit attendre 1871 pour intégrer l’équipe de l’université.
Lors de la saison 1872-1873, il fait partie de l’équipe d’Oxford qui se qualifie pour la finale de la coupe d’Angleterre. Il est battu par le Wanderers Football Club, tenants du titre, sur le score de 2 buts à 0. L’année suivante, il dispute avec Oxford le tout premier varsity match, une rencontre sportive entre deux universités, contre Cambridge University. Oxford remporte le match sur le score de 1 but à 0.
Lors de la Cup 1873-1874, Oxford University se qualifie de nouveau pour la finale. Il est cette fois-ci victorieux, battant lors de la finale le Royal Engineers AFC 2 à 0. Le match est disputé à Kennington Oval, le 22 mars 1874, quelques jours après le 22e anniversaire de Birley.
Francis Birley est sélectionné pour la première fois en équipe d'Angleterre de football. Il est le vingt-et-unième international anglais. Il affronte le 7 mars 1874 l’équipe d'Écosse de football. Les Écossais l’emportent 2 à 1, prenant ainsi leur revanche après la défaite de 1873.

### Wanderers FC
Francis Birley rejoint le Wanderers Football Club à la fin de la saison 1874. Il joue son premier match avec les Wanderers le 21 octobre 1874
Il est de nouveau sélectionné en équipe d’Angleterre avec de nombreux coéquipiers. Il joue son deuxième match international, de nouveau contre l’Écosse, le 6 mars 1874. La rencontre se termine sur le score de 2-2, les deux buts écossais étant du fait de deux équipiers de Birley aux Wanderers Charles Wollaston et Charles Alcock.
En 1875-1876, Birley est membre de l’équipe des Wanderers qui atteint pour la troisième fois en cinq ans la finale de la Coupe d’Angleterre. Il marque un but lors de la demi-finale contre Swift FC. C’est son unique but sous les couleurs des Wanderers. La finale oppose les Wanderers à l’Old Etonians Football Club au Kennington Oval. Birley est le capitaine de l’équipe. Le match se termine sur un score de parité (1-1) et la finale se rejoue le 18 mars. Les Wanderers l’emportent alors sur le score de 3 buts à 0.
La saison suivante, les Wanderers remportent de nouveau la Coupe d’Angleterre en battant cette fois Oxford University en finale. Pour ce match contre son ancien club, Birley est de nouveau le capitaine des Wanderers. Il joue pour l’occasion son tout dernier match avec le club. Il aura joué au total 32 matchs entre 1873 et 1877.
Francis Birley a aussi joué pour les équipes de Londres et de Middlesex

## Palmarès
- Oxford University AFC
  - Vainqueur de la Coupe d’Angleterre 1874
  - Finaliste de la Coupe d’Angleterre 1873
- Wanderers FC
  - Vainqueur de la Coupe d’Angleterre 1876 et 1877